# 에르미트 접속
미분기하학에서 에르미트 접속 {\displaystyle \nabla }은 매끄러운 다양체 {\displaystyle M} 위에서, 에르미트 계량 {\displaystyle \langle \cdot ,\cdot \rangle }과 호환되는 에르미트 벡터 다발 {\displaystyle E}에 대한 접속이다. 호환된다는 것은 모든 매끄러운 벡터장 {\displaystyle v}와 {\displaystyle E}의 모든 매끄러운 단면 {\displaystyle s,t} 에 대해
{\displaystyle v\langle s,t\rangle =\langle \nabla _{v}s,t\rangle +\langle s,\nabla _{v}t\rangle }
임을 의미한다.
만약에 {\displaystyle X}가 복소다양체이고 {\displaystyle X} 위의 에르미트 벡터 다발 {\displaystyle E}이 정칙 구조를 갖추고 있으면 (0, 1) 부분이 정칙 구조와 연관된 {\displaystyle E} 위의 돌보 연산자 {\displaystyle {\bar {\partial }}_{E}}와 일치하는 유일한 에르미트 접속이 있다. 이것을 {\displaystyle E} 위의 천 접속이라고 한다. 천 접속의 곡률은 (1, 1) 형식이다. 자세한 내용은 정칙 벡터 다발의 에르미트 계량 참조.
특히 기저 다양체가 켈러이고 벡터 다발이 접선 다발인 경우 천 접속은 관련된 리만 계량의 레비치비타 접속과 일치한다.

## 참조
- Shiing-Shen Chern, Complex Manifolds Without Potential Theory.
- Shoshichi Kobayashi, Differential geometry of complex vector bundles. Publications of the Mathematical Society of Japan, 15. Princeton University Press, Princeton, NJ, 1987. xii+305 pp. ISBN 0-691-08467-X.